# Čiovo (naselje)
Koordinati:   43°30′54″N, 16°15′14″E
Čiovo je mestno naselje na otoku Čiovo (Hrvaška).

## Geografija
Naselje Čiovo leži, na polotoku, ki se konča z rtom Čubrijan, na zahodni strani istoimenskega otoka, na južni strani Trogirskega kanala. Naselje je del mesta Trogir, s katerim ga povezuje most. Med polotokom Čubrijan na katerem stoji svetilnik in mostom stoji marina.
Iz pomorske karte je razvidno, da svetilnik oddaja svetlobni signal: Z Bl 3s. Nazivni domet svetilnika je 5 milj

## Gospodarstvo
Prebivalci so zaposleni v bližnjem Trogiru, delajo pa tudi v doma. Na polotočku Čubrijan stoji manjša ladjedelnica. »ACI marina« ima 180 privezov v morju in 60 mest na kopnem, 10 tonsko dvigalo, splavno drčo, črpalo s pogonskim gorivom, tehnični servis in restavracijo.

## Zgodovina
V naselu Čiovo stoji več cerkva iz obdobja med 10. in 15. stoletjem. Najpomembnjejša med njimi je predromanska cerkev »Gospa pokraj mora« s staro oltarno podobo sestavljeno iz več delov naslikano v 15. stoletju. Poliptih je delo domačih umetnikov.